# 律高县
律高县，中国古县名。
西汉置，治所在今云南省弥勒县南竹园镇。属益州郡。三国蜀汉废。西晋咸宁元年（275年）复置，为兴古郡治所。南朝梁废。 